# Ле Беско, Изильд
Изи́льд Ле Беско́ (фр. Isild Le Besco, род. 22 ноября 1982[…], Париж) — французская актриса, режиссёр, сценарист.

## Биография
Изильд — дочь актрисы и журналистки Катрин Бeлходжа́ (фр. Catherine Belkhodja). Мать хотела сделать и из неё и её старшей сестры Майвенн кинозвёзд, и в этом деле преуспела.
Училась она в актёрской школе и в 8 лет уже сыграла в фильме Франсиса Жиро Lacenaire, хоть и не была указана в титрах.
Официально же в кино Изильд дебютировала в 13 лет в короткометражке Эмманюэль Берко «Каникулы» (Les Vacandes, 1997), который был отобран в конкурсную программу Каннского кинофестиваля. Потом та зовёт её снова, на главную роль в скандальную короткометражку La Puce («Девственница», 1998). С этим фильмом Изильд получает некоторую известность не только у себя на родине, но и в Германии (во многом благодаря показывавшему фильм франко-немецкому телеканалу Arte).
Сделал же актрису по-настоящему знаменитой фильм Бенуа Жако «Маркиз де Сад» (2000), где она играла вместе с Даниэлем Отёем. Также очень успешным был фильм «Роберто Зукко» (2001, про серийного убийцу Роберто Зукко), и за эти две киноленты Изильд была номинирована на «Сезар» в категории «Подающая самые большие надежды актриса».
В 2003 году, всего в 21 год, Ле Беско дебютировала как режиссёр с фильмом «Детский тариф». Причём сценарий этого фильма она написала сама ещё в 16 лет и к тому времени уже получила за него Юниорский Приз за лучший сценарий на Парижском фестивале (2000).

## Семья и личная жизнь
Все четверо её братьев и сестёр — актёры. Самая известная из них её старшая сестра Майвенн (р. 1976) — режиссёр таких фильмов, как «Бал актрис» и «Палиция».
Изильд Ле Беско живёт с Николя Идироглу́ (фр. Nicolas Hidiroglou). В 2009 году у них родился сын Улисс.